# Municipio de San Jorge Nuchita
El municipio de San Jorge Nuchita (del mixteco: Ñuhu, chita ‘pueblo, cuajilote’‘Pueblo de cuajilites’) es uno de los 570 municipios que conforman al estado mexicano de Oaxaca. Pertenece al distrito de Huajapan, dentro de la región mixteca. Su cabecera es la localidad de San Jorge Nuchita.

## Geografía
El municipio abarca 55.44 km² y se encuentra a una altitud promedio de 1190 m s. n. m., oscilando entre 2000 y 1100 m s. n. m.

## Demografía
De acuerdo al último censo, realizado por el INEGI en 2010, en el municipio habitan 3215 personas, repartidas entre 6 localidades.